# Liebigschule Gießen
Die Liebigschule Gießen ist ein nach Justus Liebig benanntes Gymnasium in Gießen (Hessen).

## Geschichte
Die Schule wurde 1837 als eine von drei großherzoglich-hessischen Provinzialrealschulen gegründet, um den neuen Anforderungen des Industriezeitalters Rechnung zu tragen. Seit 1900 kann man das Abitur ablegen. 1914 trennten sich die beiden Schulzweige, das Realgymnasium – jetzt Herderschule Gießen – und die Oberrealschule. 1937 erhielt diese den heutigen Namen Liebigschule (die Koseform LIO – Liebigoberrealschule – nimmt noch darauf Bezug). Von 1972 bis 2002 war sie eine kooperative Gesamtschule beginnend mit Klasse 7. Seit 2002 ist sie wieder ein Gymnasium mit den Klassen 5 bis 13 bzw. 12. Etwa 1550 Schüler aus Stadt und Landkreis Gießen werden an der Liebigschule unterrichtet.
2012 feierte die Schule ihr 175-jähriges Bestehen mit zahlreichen Veranstaltungen wie einer Jubiläumsshow und einem feierlichen Festakt in der Justus-Liebig-Universität. Im Rahmen des Jubiläums wurde das Projekt Ziel.175 gestartet, das 175.000 Euro an Spenden für den Neubau einer zusätzlichen Cafeteria vorsah. Inzwischen ist die Atrium-Cafeteria errichtet.
Schulleiter war von Herbst 2008 bis Juli 2014 Carsten Scherließ. Nach seinem Wechsel an die Goetheschule Wetzlar zum Schuljahr 2014/15 übernahm der stellvertretende Schulleiter Joachim Sieben die kommissarische Leitung. Seit Juni 2015 ist Dirk Hölscher Leiter der Liebigschule.

## Pädagogisches Profil
Schwerpunkte des Unterrichts der Liebigschule sind Musik, neuere Sprachen, naturwissenschaftliche Fächer und Sport. Die Schule bietet in bestimmten Jahrgängen zusätzlichen Musik- und Sportunterricht und für alle Schüler außerdem eine breite Palette von Arbeitsgruppen an.
Nachdem die Liebigschule 2005 wie die meisten hessischen Gymnasien die verkürzte achtjährige Gymnasialzeit (G8) eingeführt hatte, kehrte sie 2013 wieder zur neunjährigen Gymnasialzeit zurück.
Die Arbeit der Schule wird von vielen Seiten unterstützt, so etwa vom Ehemaligenverein, vom Musikförderverein der Liebigschule und vom Förderverein Liebigschule.

## Musikalischer Schwerpunkt
Musik wird an der Liebigschule besonders gefördert. Die Schule verfügt über zwei Orchester, die vorwiegend klassische Musik erarbeiten, und über mehrere Chöre. Die (öffentlichen) Orchester- bzw. Chorkonzerte im Sommer und vor Weihnachten gehören zu den Höhepunkten des Schullebens. Kammermusikgruppen ergänzen das Angebot. Das Orchester und die Chöre veranstalten regelmäßig Konzertreisen und Austauschprogramme mit Schulen in Spanien und England. So spielte das Orchester der Liebigschule im Juni 2008 auf der EXPO-Weltausstellung in Saragossa. Außerdem ist der Austausch mit der County High School in Colchester wieder rege geworden.
Die „LieBigBand“ repräsentiert die moderne Populärmusik an der Liebigschule. Gegründet von dem Musiklehrer Michael Zarniko, feierte sie 2013 ihr zwanzigjähriges Bestehen. Die Band tritt jährlich auf dem benachbarten Schiffenberg im Rahmen eines Open-Air-Konzerts auf.

## ARTE Dokumentation über Kreationismus im Biologieunterricht
Am 19. September 2006 berichtete der deutsch-französische Fernsehsender ARTE in einem Themenabend zum christlichen Fundamentalismus, dass in zwei mittelhessischen Schulen im Biologieunterricht neben der Evolutionstheorie die von evangelikalen Kreisen propagierte Vorstellung des Kreationismus behandelt wurde. Im Fokus der Sendung standen die August-Hermann-Francke-Schule, eine staatlich anerkannte christliche Privatschule, und ein einzelner Lehrer der Liebigschule, der außer der Behandlung der Evolutionstheorie kreationistische Ansätze zur Diskussion stellte. Es berichteten weitere Medien.

## Rechtsextremismus-Vorfall bei der Wahl des Abi-Mottos 2025
Am 17. und 18. Mai 2025 berichteten regionale und nationale Medien von einem nationalsozialistischen Abi-Motto, für das die Schülerinnen und Schüler des Abitur-Jahrgangs 2026 online abgestimmt hatten. Neben unpolitischen Mottos lautete ein Vorschlag „Abi macht frei“; ein Satz mit klaren Bezug zu dem Slogan, der über den Toren mehrerer Vernichtungslager stand. Zur Auswahl stand weiterhin der muslimfeindliche und rassistische Slogan „Abi Akbar - Explosiv durchs Abi“. Der Vorschlag, der am meisten Stimmen erhielt, wies einen ebenso rechtsradikalen und offenkundig nationalsozialistischen sowie antisemitischen Bezug auf: „NSDABI - Verbrennt den Duden“. Das genaue Abstimmungsergebnis wurde nicht veröffentlicht, jedoch gab Oberstufenleiter Jens Schleenbecker an, dass "etwa die Hälfte der Jahrgangsstufe für den »NSDABI«-Vorschlag votiert" habe.
Laut Berichterstattung unter Berufung auf die Schulleitung und das zuständige Abi-Komitee, war ein Link zu einer Internetseite verschickt worden, auf der die Jahrgangsstufe anonym Motto-Vorschläge machen und dann abstimmen konnte, wobei es ohne größere Schwierigkeiten möglich gewesen sei, dass eine Person mehrere Stimmen abgab. Dies – so die Schulleitung – sei möglicherweise der Grund für das vermeintliche Abstimmungsverhalten des Abitur-Jahrgangs 2026. Sie kündigte an, die erneute Wahl des Abi Mottos stärker zu beaufsichtigen.
Der betreffende Jahrgang und die gesamte Schulgemeinde positionieren sich deutlich gegen den Vorfall und haben dies auf vielfältiger Weise offen kommuniziert.

## Bekannte Absolventen
- Abraham Bar Menachem, israelischer Jurist und Politiker
- Helge Braun, Arzt und Politiker (CDU), MdB, von 2018 bis 2021 Bundesminister für besondere Aufgaben und Chef des Bundeskanzleramts
- Eva Briegel, Sängerin der Band Juli
- Alexander Donchenko, Schachspieler
- Hans Friebertshäuser, Philologe und Dialektologe
- Dietlind Grabe-Bolz, Oberbürgermeisterin von Gießen (SPD)
- Dietwald Gruehn, Landschaftsökologe und Landschaftsplaner
- Thomas Hettche, Schriftsteller
- Astrid Gloria Irmer (Hertha Schwätzig), deutsche Kabarettistin, Zauberkünstlerin, Sängerin und Bühnenkünstlerin
- Jonathan Koch, Ruderer
- Michael Koch, ehem. Basketballspieler und -trainer
- Marko Lehanka, Bildhauer
- Kaweh Mansoori, Politiker (SPD)
- Gisbert Pupp, Maler und Grafiker
- Dagmar Schmidt, Politikerin (SPD)
- Marlena Schön, Basketballspielerin
- Lucas Schmitz, Politiker (CDU)
- Jan Schüler, Maler und Grafiker
- Umut Sönmet, politischer Beamter (SPD)
- Lars Witteck, Jurist und ehem. Regierungspräsident (CDU)
- Konrad Wysocki, Basketballspieler
- Christian Zörb, Pflanzenphysiologe

## Historische Quellen
Die Überlieferung der Oberrealschule (Bestand G 53 Oberrealschule Giessen) befindet sich heute im Hessischen Staatsarchiv Darmstadt. Der Bestand reicht bis ins Jahr 1913 zurück und enthält über 200 Personalakten von ehemaligen Referendaren der Schule mit Informationen zu den von ihnen abgelegten Prüfungen, die Einblicke in die Biographien der Lehramtsanwärter sowie in die damalige Lehrerausbildung geben können. Der Bestand ist im Internet einsehbar und online recherchierbar.